# San Severino (Centola)
San Severino è una frazione del comune italiano di Centola, nella provincia di Salerno in Campania, detto fino al 1861 San Severino di Camerota.

## Storia
Il vecchio abitato di San Severino è un borgo medievale abbandonato sovrastante la valle del fiume Mingardo, che qui scava una stretta forra chiamata Gola del Diavolo. Risale al X-XI secolo e serba tracce delle varie epoche storiche fino al Novecento, conservando le rovine di un castello e di una chiesa.
Secondo l'umanista Pietro Summonte, il villaggio prese il nome dalla famiglia Sanseverino, la più potente e ricca nel Principato di Salerno, con i Normanni prima e nel Regno di Napoli poi con gli Angioini e Aragonesi. Di parere opposto è Giuseppe Antonini, il quale, all'inverso, sostiene che sarebbe stata la famiglia patrizia a prendere il nome dal borgo; la stessa tesi sostengono il Bozza e Domenicantonio Stanziola, prete e storico di Centola del XIX secolo, secondo il quale la potente famiglia dei Sanseverino "si nomò così dal castello e Borgo di Sanseverino".
Le fonti storiche esistenti indicano nel VII secolo la probabile origine dell'insediamento urbano nella gola della "Tragara" che sovrasta il fiume Mingardo ad opera di mercenari bulgari emigrati con il loro principe Aztek nel principato longobardo di Salerno, come riferito da Paolo Diacono nella sua Historia Langobardorum.
Questi soldati furono adibiti al controllo della gola del Mingardo e della principale arteria di collegamento per il golfo di Policastro che appunto si dipanava per questa gola, garantendo il collegamento con il porto di Palinuro.
A quest'epoca risale il primo insediamento con la costruzione di una torre di avvistamento, i cui resti sono visibili dall'alto, e le prime abitazioni per gli armigeri.
L'importanza strategica che rivestiva per i Longobardi il possesso del borgo fortificato è testimoniata dall'aspra contesa che vi fu nel 1075 tra il conte Guido di Policastro e Guimondo dei Mulsi.
In origine, nel 1054, il castello, con il feudo di Policastro, era stato attribuito a Guido dal Principe di Salerno, Gisulfo II, figlio di Guaimaro V, per ricompensarlo del suo aiuto per ottenere il dominio del Principato; successivamente, però Guimondo, feudatario confinante, avanzò delle pretese sul borgo, sostenendo che doveva essere assegnato a lui.
Per risolvere la controversia, i due nobili accettarono di sottoporsi all'arbitrato del principe di Capua, ma Guido non arrivò mai nella città, perché fu ucciso in un'imboscata proprio nella gola del Mingardo dagli sgherri di Guimondo dei Mulsi.
La morte di Guido privò il regno Longobardo di uno dei suoi migliori ingegni, “così morì la luce di tutti i Longobardi” scrisse Amato di Montecassino nella sua Storia dei Normanni; dopo questo fatto di sangue, Guimondo occupò il Borgo, ma per ordine regio fu costretto a consegnarlo al fratello di Guido, Landolfo, che ne conservò il dominio fine alla fine del regno Longobardo avvenuta nel 1077, con l'avvento dei Normanni, quando Landolfo conservò i propri domini, ma dovette consegnare i castelli più importanti tra cui San Severino.
Con i Normanni (1077–1189) e successivamente con gli Svevi (1189-1266) furono realizzate altre opere di fortificazione, soprattutto da Federico II, il quale dispose la realizzazione della cinta muraria; fu realizzata altresì la chiesa di notevoli dimensioni a picco sullo strapiombo della gola della Tragara.
La sua posizione strategica fece sì che durante la guerra del Vespro San Severino diventasse teatro di guerra, in particolare innumerevoli sofferenze soffrì la popolazione per le scorrerie degli Almogaveri, tanto che nel 1291 per disposizione di Carlo II d'Angiò, il paese, assieme ad altri centri del Cilento, venne esentato dal pagamento delle tasse.
La tradizione orale parla con riferimento a questo triste periodo di un grande battaglia nella valle del Mingardo, con grande numero di morti e feriti, scontro che portò alla caduta di San Severino e alla sua presa da parte degli Aragonesi.
Con l'avvento degli Aragonesi (1444), il borgo fortificato, già da anni della potente famiglia dei Sanseverino, essendo venuta meno la sua importanza strategica, anche per lo sviluppo delle armi da fuoco, cadde in decadenza e il castello venne abbandonato; notevole sviluppo ebbe l'insediamento civile, anche grazie all'attività estrattiva di gesso, scoperto nella zona.
Nel 1552 i Sanseverino, signori del borgo, per contrasti con il re spagnolo Carlo V, furono esiliati dal Regno di Napoli, riparando in Spagna, mentre il loro feudo del Cilento fu smembrato in tanti suffeudi, venduti dalla Corona al migliore offerente: San Severino fu comprato all'asta dalla famiglia Tancredi, poi nel 1628 passò alla famiglia Albertini di Nola, discendente dalla famiglia Alberti di Prato, poi nel 1794 fu acquistato dalla famiglia Quaranta di Cava che lo tenne fino all'abolizione della feudalità avvenuta nel 1806 ad opera dei Francesi di Napoleone, conquistatori del Regno di Napoli.
Sotto i nuovi feudatari San Severino patì lo stesso destino di altre realtà del Regno, con la popolazione vessata da un esoso fiscalismo dei signorotti proprietari spesso residenti fuori provincia, i quali spesso delegavano per la riscossione delle rendite propri fiduciari che appunto angariavano e spremevano la popolazione civile. Nel 1624, gran parte della popolazione morì di peste: è di questo periodo la consacrazione della chiesa alla Madonna degli Angeli, appunto protettrice contro il morbo. Nel corso della prima metà del 1700, venne abbandonata la chiesa cattedrale in quanto la popolazione, a causa delle generali condizioni di povertà e miseria, non poté realizzare i lavori di manutenzione necessari, sollecitati dal vescovo di Capaccio nel 1746.
Con la costruzione nel 1888 della linea ferroviaria Pisciotta - Castrocucco, man mano la popolazione cominciò a trasferirsi a valle per cui nel giro di una cinquantina d'anni il paese venne quasi del tutto abbandonato, anche se fino al 1977 la chiesa sul Borgo restò la chiesa del paese a valle e alcune case del borgo vecchio erano ancora abitate.

## Infrastrutture e trasporti
A San Severino è situata la stazione di Centola-Palinuro-Marina di Camerota, chiamata semplicemente Centola fino al 2018.

## Galleria d'immagini

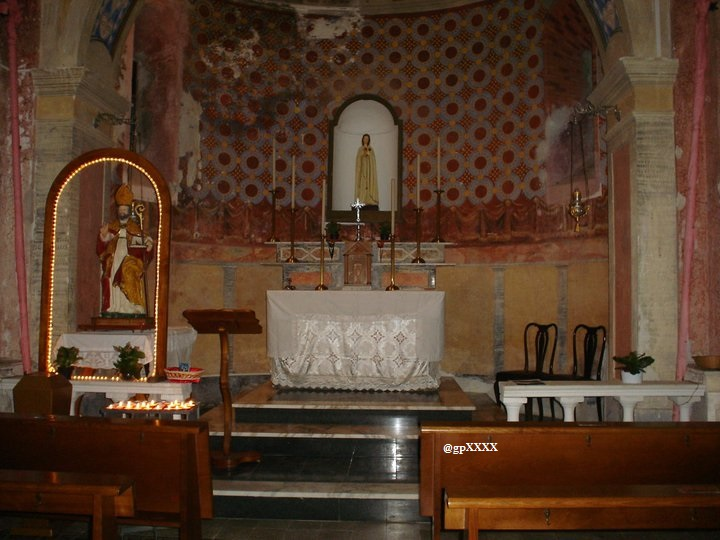
Chiesa di Santa Maria degli Angeli (interno)
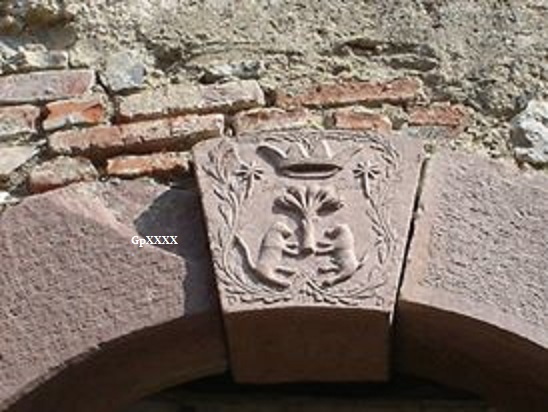
Palazzo Baronale – Stemma sul portale principale